# Luigi Antinori
Luigi Antinori (* um 1697 in Bologna; † vor 6. März 1734 in Florenz) war ein italienischer Opernsänger (Tenor).
Er war einer der besten Tenöre seiner Zeit. Seine Stimme war klar und durchdringend und er verfügte über eine exzellente Technik.
Antinori kam 1725 nach London, wo er u. a. in dem von Georg Friedrich Händel für die Royal Academy of Music zusammengestellten Pasticcio L’Elpidia, ovvero Li rivali generosi (Musik größtenteils von Leonardo Vinci) sang. Diese Partie hatte zuvor Francesco Borosini gesungen.
In der nachfolgenden Opernsaison sang er dann den Lelio in Händels Oper Publio Cornelio Scipione und den Leonato in Alessandro.
Bis 1734 trat er noch in Venedig, Livorno, Reggio Emilia, Genua und Florenz auf. Am 6. März 1734 berichtet der Impresario des Teatro della Pergola in Florenz, Luca Casimiro degli Albizzi, in einem Brief von seinem Tod.